# Koreai mitológia
A koreai mitológia (hangul: 한국 신화; hanja: 韓國神話) a történelmi és modern koreaiak által elmondott mítoszok együttese. Két típusa van: a hagyományos történetekben az írott, irodalmi mitológia és a jóval nagyobb és sokrétűbb szóbeli mitológia. Az írott mitológiák többnyire a különböző történelmi királyságok alapító uralkodóiról szólnak, míg a szájhagyomány útján terjedő történetek sámánok vagy papnők által énekelt elbeszéléseket, az isteneket megidéző szertartásokat mutatják be.
Az irodalmi mitológia nagy részét képviselő historizált államalapító mítoszokat olyan klasszikus kínai nyelvű művek őrzik meg, mint a Szamguk szagi és a Szamguk jusza. Az egyik legfontosabb mítosz Tangun mítosza, amely az egész koreai nemzet alapító mítosza lett.

## Tangun mítosz

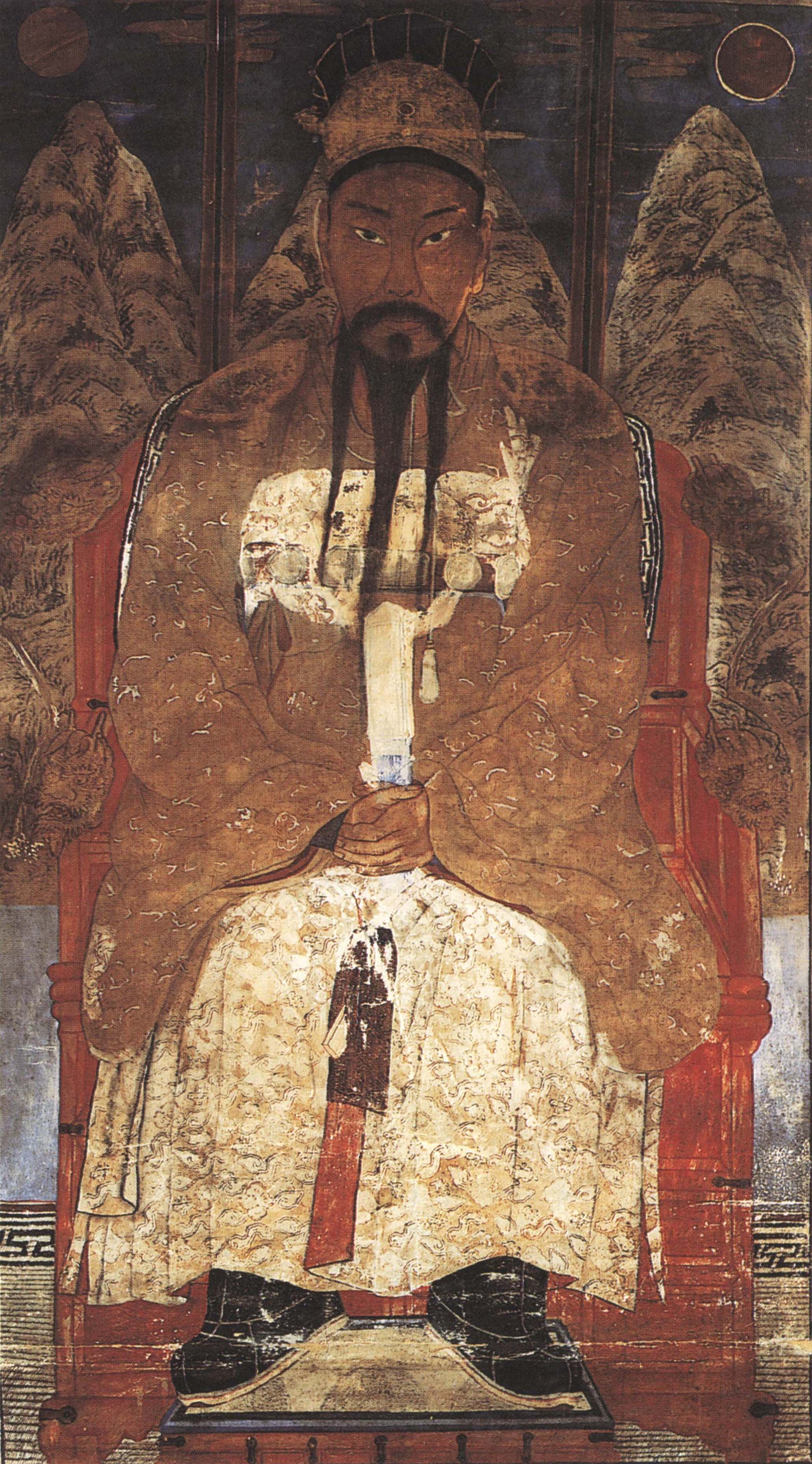
Tangun portréja.

A Tangun-mítoszban Hvanin (hangul: 환인) fia, Hvanung (hangul: 환웅), isteni király státuszával alászáll az emberi világba, és várost alapít, ahol uralkodhat. Hvanung 3000 követőjét és az eső, a szél és a felhők isteneit hozta magával a földre, akikkel leszállt a Thebek (태백산) hegyre, amelyet ma Pektu-hegynek (백두산) hívnak. Itt alapították meg Sinsi (신시) szent városát, és uralták a földet, miközben oktatták népét. Hvanung azonban nemcsak uralkodó, hanem alattvalóit is segíti. Nem sokkal az események után egy medve és egy tigris imádkozott Hvanunghoz, hogy szeretnének emberekké válni. Hvanung, amikor meghallotta kívánságukat, arra utasította a medvét és a tigrist, hogy 100 napig kerüljék a napfényt, és csak fokhagymát és ürömöt egyenek. Kezdetben a tigris és a medve egész jól tűrték, de húszonegy nap elteltével azonban a tigris nem bírta tovább a helyzetet, és elhagyta a barlangot. A medve, aki elhatározta, hogy marad, és ezzel teljesítette Hvanung kérését. Hvanung természetesen betartotta ígéretét, és emberré változtatta a medvét. A medve egy nővé át is alakult és az Ungnyeo (hangul: 웅녀) nevet vette fel. Kettejük közös gyermeke, Tangun alapította meg az első koreai államalakulatot a mitológia szerint, a Kodzsoszont.

## Sámánizmus a koreai mitológia világában
A sámánizmus (hangul: 무교; hanja: 巫敎) fontos szerepet játszik a koreai mitológia meghatározásában. Ellentétben azokkal a társadalmakkal, ahol egyetlen vallás a domináns, a koreai modern társadalomnak nincs saját államvallása, és egyre inkább eltávolodik tőle. Meglepő azonban, hogy a koreai népi hiedelmek és gyakorlatok még mindig elterjedtek az ország mindennapi életében, melyek nagy része a sámánizmusból gyökerezik. A sámánizmus azon a meggyőződésen alapul, hogy istenek sokasága vigyáz a teremtésre és az emberi dolgokra. A sámánok, akiket mudangnak (hangul: 무당; hanja: 巫堂) hívnak, gyakran nők, és sok más kultúrával ellentétben nem használnak semmilyen anyagot a spirituális világgal való kommunikációhoz. Általában a társadalom peremén élnek, mivel a sámánná váláshoz vezető út nem könnyű.
A sámán mitológia öt regionális hagyományra oszlik (hangul: 무가권; hanja: 巫歌圈; romanizált: muga-gwon), amelynek a két fő mítosza a Jeseok bon-puri és Pari hercegnő változatait képviselik, melyek közül mindkettő megtalálható az egész Koreai-félszigeten. Mind az öt régióban vannak olyan mitológiák is, amelyeket nem lehet megtalálni a másik régiókban, valamint a narratívák tényleges előadásában is megfigyelhetőek különbségek. A déli Csedzsu-sziget mitológiai hagyománya különösen eltérő.

### Jeseok bon-puri

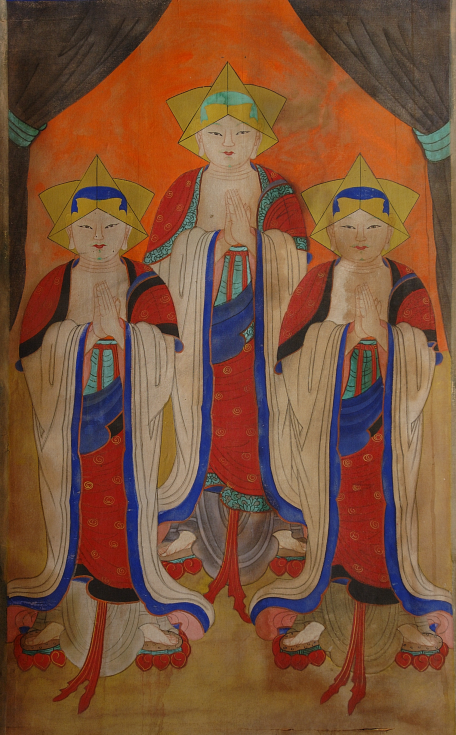
Festmény Jeseokról.

A Jeseok bon-puri egy jelentős pánkoreai mítosz, amely mind az öt regionális hagyományban megtalálható. Elmeséli a Jeseok istenek eredetét, a termékenységi isteneket, amelyek a szerencsével, a mezőgazdasági jóléttel és a szüléssel kapcsolatosak. A történet Danggeum aegi, egy nemes lánya körül forog, aki teherbe esik, miután találkozott egy buddhista pappal, miközben családja távol van. Annak ellenére, hogy visszatérésük után megpróbálták megölni, túléli, és hármas fiakat szül. A pap végül elismeri apaságát, és egyes változatokban a fiai Jeseok istenekké válnak.
Ez a mítosz gyakran kapcsolódik a teremtésről szóló narratívákhoz, különösen az északi változatokban, ami ősi eredetére utal. A buddhista elemek ellenére a történetben szereplő pap egy mennyei lény attribútumait mutatja be, aki a mennyekben lakik és isteni jelenléttel rendelkezik. Az elbeszélés a földi nők témáit tükrözi, akiket az égi alakok teherbe ejtenek, és ez a tiszteletreméltó utódok születéséhez vezet. A tudósok párhuzamot vonnak e mítosz és más koreai alapító mítoszok között, kiemelve kulturális és vallási jelentőségét a koreai folklórban.

### Pari kongdzsu

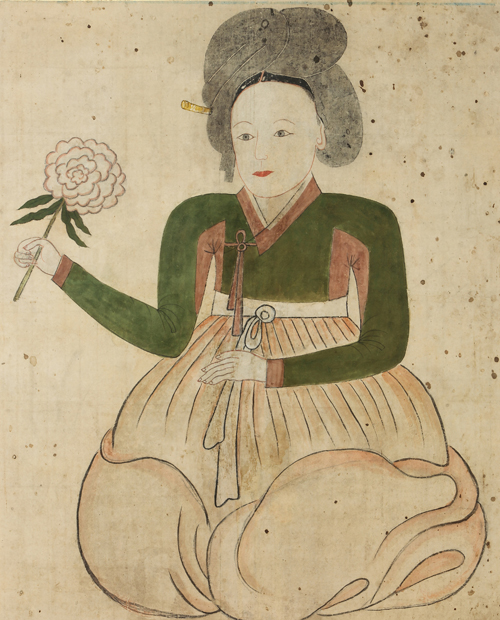
Pari hercegnő.

A Pari kongdzsu, másnéven Pari hercegnő narratíva, mely Koreában mindenütt megtalálható, kivéve a Csedzsu-szigeteket, egy lány körül forog, akit csalódott szülei azért hagynak el, mert lány. Annak ellenére, hogy többször is eldobták, megmentik, és felnő. Amikor szülei súlyosan megbetegszenek, útra kel, hogy elhozza a gyógyító vizet a Nyugati Mennyországból, számos természetfeletti kihívással szembesülve útközben. Végül a legtöbb változatban sikerül feltámasztania szüleit, és isteni mivoltat nyer.
A különböző régiók sajátos elemekkel rendelkeznek. A közép-nyugati hagyomány hangsúlyozza a buddhista befolyást, ahol a Buddha Pari megmentője. Az északi partvidék és Gyeongsang hagyománya részletesen kifejti a küldetését, és a gyógyító víz őrzőjét egy kitaszított istenként ábrázolja. A Jeolla hagyomány kevésbé részletes, és a legészakibb hagyomány, amit Dél-Hamgyong verziók képviselnek, jelentős eltéréseket mutatnak, ahol Pari nem éri el az isteni mivoltat, és hirtelen meghal.
Pari Hercegnő szorosan kapcsolódik a temetési szertartásokhoz, és informális kapcsolatai is voltak a királyi udvarral. Némi bizonyíték arra utal, hogy történelmi összefüggésekben királyi pártfogás alatt állt a teljesítménye. Bár változatos, a narratíva kulturális jelentőséggel bír, és párhuzamokat mutat más népmesékben, ami azt jelzi, hogy tartós hatással van a koreai néphagyományra.

## Koreai mitológia a popkultúrában
Az államalapító mítoszokat több dél-koreai tévésorozat is adaptálta. Ilyen például a népszerű 2006-os Jumong sorozat, de lehetőségeik a népszerű kultúrában korlátozottak a korpusz kis mérete és a tematikai sokféleség hiánya miatt.
A Tale of the Nine-Tailed című koreai drámában például számos koreai népmesét, mitikus lényt és legendát jelenítenek meg. A történet középpontjában egy kumiho áll, egy lény, amely szépségéről és mágikus erejéről ismert. Ez a lenyűgöző sorozat egy olyan világot mutat be, ahol az ősi koreai folklór legendás lényei élnek.
A Goblin egy koreai dráma, amely zökkenőmentesen egyesíti a fantáziát, a romantikát és a humort. Ez a történet egy olyan világot mutat be, ahol a modern élet és a mitikus do-ggae-bi (hangul: 도깨비) találkozik a koreai folklórból, érzelmekben gazdag és elbűvölő narratívát hozva létre.
Az utóbbi években a nagyobb és sokszínűbb sámán mitológia is feltűnt a dél-Koreai kultúrában a rituális kontextusán túl. A dél-koreai közönség számára legismertebb sámán narratíva nagy részben a Pari Hercegnő, az 1990-es évek óta működő feminista munkának köszönhetően, akik kiemelték a mitológia jellemzőit női irodalomként. A istennő azóta megjelent olyan különböző médiákban, mint például a játékok, vagy a musicalek. 2007-ben Hwang Sok-yong, az ország egyik legfontosabb élő regényírója, Bari-degi címmel megjelentette a modern korban játszódó regényét egy Bari nevű lányról, akinek élete párhuzamos a nevének isteni megfelelőjének a mitológiájával.